# The Chronic
The Chronic è l'album in studio di debutto del produttore hip hop e rapper statunitense Dr. Dre. È stato pubblicato il 15 dicembre 1992 dalla sua etichetta discografica Death Row Records e distribuito da Interscope Records. Le sedute di registrazione si svolsero presso i Death Row Studios di Los Angeles e ai Bernie Grundman Mastering di Hollywood.
The Chronic è stato il primo album solista di Dr. Dre dopo che lasciò il gruppo West Coast hip hop N.W.A e la sua etichetta Ruthless Records a causa di una disputa finanziaria. Include insulti nei confronti della Ruthless Records e del suo proprietario, ex membro e assemblatore degli NWA Eazy-E. Contiene molte apparizioni dell'allora emergente rapper statunitense Snoop Dogg, che usò l'album come trampolino di lancio per dare impulso alla sua carriera da solista. Il titolo dell'album deriva da un termine gergale per indicare una qualità pregiata di cannabis, e la copertina è un omaggio alle cartine Zig-Zag. Nel 2023, per celebrare il suo trentesimo anniversario, l'album è stato ristampato dall'attuale etichetta di Dr. Dre, Aftermath Entertainment, Death Row Records e Interscope Records.
The Chronic raggiunse la terza posizione nella classifica statunitense Billboard 200 ed è stato certificato triplo disco di platino dalla Recording Industry Association of America (RIAA) con vendite superiori alle 3 milioni di copie negli Stati Uniti d'America, che portarono Dr. Dre a diventare uno dei dieci artisti statunitensi dal maggior successo commerciale nel 1993. The Chronic trascorse otto settimane nella classifica Billboard Top 10. I tre singoli estratti dall'album entrarono tutti nella top ten di Billboard. Nuthin' But a "G" Thang raggiunse la seconda posizione nella Billboard Hot 100 e conquistò la vetta delle classifiche Hot Rap Singles e Hot R&B Singles.
Molto lodato fu lo stile produttivo di Dr. Dre che rese popolare il G-funk, un sottogenere del Gangsta rap. Nel 2020 la Biblioteca del Congresso degli Stati Uniti d'America ha inserito The Chronic nel National Recording Registry, per alti meriti "culturali, storici o estetici".

## Descrizione
L'album è di genere gangsta rap, movimento nato nella West Coast, e contiene brani come Fuck wit Dre Day (incentrato su uno dei più noti dissing degli anni '90, cioè quello fra Dr Dre e Eazy-E) e Nuthin' But a "G" Thang, entrambi incisi da Dre assieme all'onnipresente amico Snoop Dogg.

### Produzione

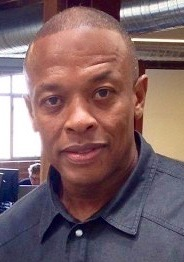
Dr. Dre (2013)

La produzione di The Chronic fu ritenuta innovativa e ricevette un'accoglienza molto positiva da parte dei critici di settore. AllMusic parlando retrospettivamente dell'album scrisse: "Qui, Dre ha stabilito il suo suono G-funk brevettato: ritmi grossi, smussati alla Parliament-Funkadelic, voci di accompagnamento soul e strumenti dal vivo nelle linee di basso rotolanti e sintetizzatori lamentosi" e che "per i quattro anni successivi, fu praticamente impossibile ascoltare dell'hip-hop mainstream che non fosse influenzato in qualche modo da Dre e dal suo G-funk". A differenza di altri produttori hip hop (come The Bomb Squad) che ricorrevano molto al campionamento, Dr. Dre utilizzò solo pochi campioni inserendone talvolta anche solo uno a canzone. Nella lista The Immortals – The Greatest Artists of All Time della rivista Rolling Stone, dove Dr. Dre è classificato al 56º posto, Kanye West scrisse che la produzione di The Chronic per qualità era l'equivalente hip-hop di quella di Songs in the Key of Life di Stevie Wonder. "Un parametro con cui misurarsi se si vuole fare sul serio".
Prima di The Chronic, l'hip hop mainstream era principalmente costituito da musica da festa (per esempio i Beastie Boys) oppure dal forte connotato politico e sociale (per esempio, Public Enemy o X Clan), ed era quasi interamente formato da campionamenti e breakbeat. Dr. Dre scelse di esplorare una nuova direzione musicale nell'hip hop. I ritmi furono rallentati e addolciti, campionandoli dal funk della fine degli anni settanta e inizio ottanta. Mischiando queste influenze con gli strumenti dal vivo, nacque un genere distintivo conosciuto come G-funk.

### Testi

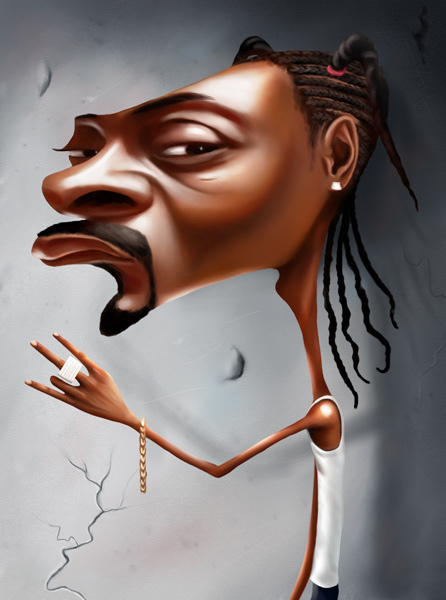
Una caricatura di Snoop Doggy Dogg, rapper all'epoca emergente che ha uno spazio significativo sull'album

I testi delle canzoni dell'album suscitarono polemiche e alcune proteste a causa delle tematiche trattate (inclusi sesso e violenza) e della scurrilità. È stato fatto notare da alcuni critici che l'album è un miscuglio di gergo da gang di strada, omofobia, sessismo, misoginia e violenza delinquenziale. Vari membri dei N.W.A sono fatti oggetto di insulti più o meno velati; Eazy-E e Ice Cube in Fuck wit Dre Day (And Everybody's Celebratin'), mentre MC Ren viene nominato nell'intro dell'album. Il dissing di Dr. Dre e Snoop Dogg nei confronti di Eazy-E è particolarmente offensivo e volgare, anche se in maniera "creativa": 
Yeah, Eazy-E Eazy-E Eazy-E can eat a big fat dick»
Snoop Doggy Dogg, che ha uno spazio significativo sull'album, fu lodato per le sue rime e il flow, uno stile che lo rese una superstar ancora prima di pubblicare il suo disco di debutto. Touré del The New York Times scrisse che "mentre Snoop rappa in maniera calma e rilassata, il contenuto dei suoi testi non lo è altrettanto. Cresciuto povero, spesso circondato dalla violenza, ed avendo passato sei mesi in carcere per possesso di cocaina, parla con cognizione di causa quando rappa della vita di strada".

### Singoli
Tre singoli furono estratti dall'album: Nuthin' But a "G" Thang, Fuck wit Dre Day e Let Me Ride.
Nuthin' But a "G" Thang venne pubblicata come primo singolo il 19 novembre 1992. Raggiunse la seconda posizione nella classifica Billboard Hot 100 e la prima nelle Hot R&B/Hip-Hop Singles & Tracks e Hot Rap Singles. Vendette oltre un milione di copie e fu certificato disco di platino dalla Recording Industry Association of America (RIAA) il 24 marzo 1993. La canzone ricevette una nomination nella categoria Best Rap Performance by a Duo or Group ai Grammy Awards del 1994, ma perse contro Rebirth of Slick (Cool Like Dat) dei Digable Planets. Steve Huey di AllMusic descrisse la canzone "l'archetipo del singolo G-funk" e aggiunse: "Il suono, lo stile, e l'esecuzione di Nuthin' But a "G" Thang sono unici nel panorama hip-hop dei primi anni novanta". Egli lodò la performance di Snoop Dogg, scrivendo: "Il flow [di Snoop Dogg] era laconico e rilassato, molto sicuro e capace di rime sputafuoco al fulmicotone, ma freddamente distaccato e consegnato quasi senza sforzo allo stesso tempo". Oggi è ritenuta una delle canzoni hip-hop/rap più famose di sempre.
Fuck wit Dre Day (and Everybody's Celebratin') fu il secondo singolo e venne pubblicato in versione clean (censurata) con il titolo Dre Day il 20 maggio 1993 riscuotendo successo come il precedente anche se in maniera minore. Raggiunse l'ottava posizione nella Billboard Hot 100 e la sesta nella Hot R&B/Hip-Hop Singles & Tracks. Vendette circa 500,000 copie e fu certificato disco d'oro dalla RIAA l'8 ottobre 1993. Steve Huey di Allmusic definì il brano "un classico singolo hip-hop", descrivendo la produzione di Dr. Dre "impeccabile come sempre, unendo le sue tipiche melodie lamentose di sintetizzatore con una linea di basso esitante e discendente, un rullante in piena espansione e voci femminili piene di sentimento in sottofondo". La traccia contiene insulti ai rapper della East Coast Tim Dog, Luke della 2 Live Crew, Eazy-E e Ice Cube (ex compagni di Dre nei N.W.A.).
Let Me Ride fu pubblicata come singolo il 13 settembre 1993 su musicassetta. Riscosse un successo moderato in classifica, raggiungendo la posizione numero 34 nella Billboard Hot 100 e la terza nella classifica Hot Rap Singles. La traccia fruttò a Dr. Dre il premio Grammy come Best Rap Solo Performance nel 1994.

### Titolo

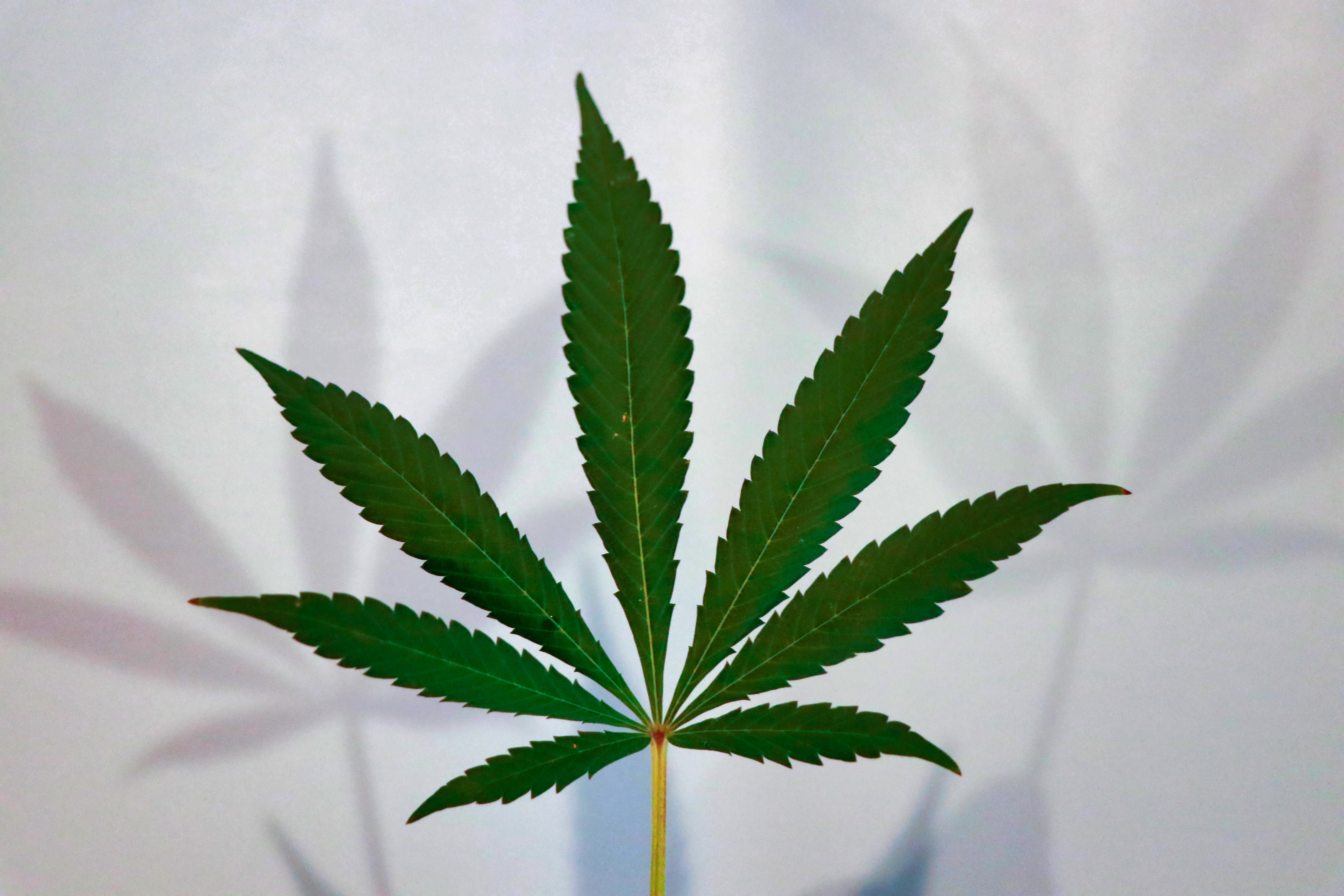
Il titolo dell'album è un termine in slang per definire una qualità pregiata di cannabis, e la copertina è un omaggio alle cartine Zig-Zag (solitamente utilizzate per "rollare" gli spinelli)

Il titolo scelto per il disco, The Chronic, è un riferimento alla marijuana. Anche la grafica di copertina ricorda l'aspetto della confezione delle cartine Zig-Zag, una marca notoriamente associata al consumo di cannabis. Secondo Snoop Dogg il termine chronic fu inizialmente un fraintendimento della parola hydroponic. Nella coltivazione della cannabis, tale termine si riferisce al processo di crescita della marijuana mediante sistemi di irrigazione.
Snoop Dogg e Dr. Dre idearono il titolo The Chronic dopo avere fumato marijuana "idroponica" per la prima volta. Come Snoop raccontò all'attore Seth Rogen durante il suo internet show: «Arrivò un ragazzo bianco; aveva della roba chiamata "hydroponic". Ma noi eravamo così fottutamente fumati che capimmo "hydrochronic". E così cominciammo a chiamarla "chronic"».

## Pubblicazione
Negli Stati Uniti l'album venne pubblicato il 15 dicembre 1992 dalla Death Row Records. Il disco raggiunse la terza posizione nella classifica statunitense Billboard 200, la prima nella Top R&B/Hip-Hop Albums, e venne certificato triplo disco di platino dalla Recording Industry Association of America (RIAA) con vendite superiori alle 3 milioni di copie negli Stati Uniti d'America. Nel 2015 l'album aveva venduto 5.7 milioni di copie negli Stati Uniti. Si tratta del secondo album più venduto di Dr. Dre dopo 2001, certificato sei volte disco di platino. The Chronic restò otto mesi tra le prime 10 posizioni della classifica di Billboard.
Nel Regno Unito The Chronic non entrò nella UK Albums Chart fino al 2000, otto anni dopo la sua pubblicazione originale, e raggiunse la posizione numero 43 nel luglio 2004.
Dopo oltre vent'anni, l'album rientra nella classifica Billboard 200 nel 2015, raggiungendo la 72ª posizione, grazie alle vendite digitali.

## Tracce
- Tutte le canzoni sono prodotte da Dr. Dre.

| #  | Titolo                                         | Autore/i                                                            | Interpreti | Campionamenti | Lunghezza |
| -- | ---------------------------------------------- | ------------------------------------------------------------------- | --- | --- | --------- |
| 1  | The Chronic (Intro)                            | Snoop Dogg, Dr. Dre, Colin Wolfe                                    | - Dr. Dre, Snoop Dogg | - Impeach the President - The Honey Drippers - Get Out of My Life, Woman - Solomon Burke - Funky Worm - Ohio Players - Country Cooking - Jim Dandy - The Shalimar - Gylan Kain - Colour Me Funky - Parliament | 1:57      |
| 2  | Fuck wit Dre Day (And Everybody's Celebratin') | Dr. Dre, Snoop Dogg, Colin Wolfe                                    | - Prima strofa: Dr. Dre - Seconda strofa: Snoop Dogg - Interludio: RBX - Terza strofa: Snoop Dogg, Dr. Dre - Coda: Snoop Dogg - Voce coda: Jewell           | - Atomic Dog - George Clinton - (Not Just) Knee Deep - Funkadelic - Funkentelechy, The Big Bang Theory, Aquaboogie (A Psychoalphadiscobetabioaquadoloop) - Parliament                                         | 4:52      |
| 3  | Let Me Ride                                    | Dr. Dre, RBX, Snoop Dogg                                            | - Strofe: Dr. Dre - Ritornello: Snoop Dogg - Voci: Ruben, Jewell                                                                                            | - Mothership Connection (Star Child), Swing Down, Sweet Chariot (Live) - Parliament - Kissin' My Love (batteria) - Bill Withers - Funky Drummer (batteria) - James Brown                                      | 4:21      |
| 4  | The Day the Niggaz Took Over                   | Dr. Dre, RBX, Snoop Dogg, Dat Nigga Daz                             | - Ritornello: Snoop Dogg, RBX - Prima strofa: Dat Nigga Daz - Seconda strofa: Dr. Dre - Terza strofa: RBX - Quarta strofa: Dat Nigga Daz - Coda: Snoop Dogg | - Il documentario Birth of a Nation 4x29x92 (diretto da Matthew McDaniels) - Love's Gonna Get'cha (Material Love) - Boogie Down Productions                                                                   | 4:33      |
| 5  | Nuthin' but a "G" Thang                        | Snoop Dogg, Dr. Dre                                                 | - Dr. Dre, Snoop Dogg | - I Wanna Do Something Freaky to You -Leon Haywood - Uphill (Peace of Mind) - Frederick Knight | 3:58      |
| 6  | Deeez Nuuuts                                   | Dr. Dre, Dat Nigga Daz, Snoop Dogg, Colin Wolfe, Nate Dogg          | - Intro: Warren G - Ritornello: Snoop Dogg, Dr. Dre - Prima strofa: Dr. Dre - Seconda strofa: Dat Nigga Daz - Terza strofa: Dr. Dre - Coda: Nate Dogg       | - Chestnuts - Rudy Ray Moore | 5:06      |
| 7  | Lil' Ghetto Boy                                | Snoop Dogg, D.O.C., Dr. Dre                                         | - Prima strofa: Snoop Dogg - Seconda strofa: Dr. Dre - Terza strofa: Snoop Dogg - Cori di sottofondo: Dat Nigga Daz - Hook: Nate Dogg                       | - Little Ghetto Boy - Donny Hathaway - The Get Out of the Ghetto Blues - Gil Scott-Heron | 5:27      |
| 8  | A Nigga Witta Gun                              | D.O.C., Snoop Dogg, Dr. Dre                                         | - Dr. Dre | - Big Sur Suite - Johnny "Hammond" Smith - Who's the Man (With the Master Plan) - the Kay Gees - Friends - Whodini                                                                                            | 3:53      |
| 9  | Rat-Tat-Tat-Tat                                | Dr. Dre, Snoop Dogg                                                 | - Intro: RBX - Strofe: Dr. Dre - Ritornello: Snoop Dogg, BJ - Coda: Snoop Dogg                                                                              | - The Mack - Vegetable Wagon - Donny Hathaway - Brothers Gonna Work it Out - Willie Hutch - Pot Belly - Lou Donaldson                                                                                         | 3:48      |
| 10 | The $20 Sack Pyramid (Skit)                    | D.O.C., Snoop Dogg, Dr. Dre                                         | - Intro: Dr. Dre - Voce: Snoop Dogg, Samara - Presentatore show: Big Tittie Nickie - Contestatore 1: The D.O.C. - Contestatore 2: Samara                    | - Papa Was Too (Live) - Joe Tex | 2:53      |
| 11 | Lyrical Gangbang                               | Kurupt, RBX, The Lady of Rage, Snoop Dogg, Dr. Dre, D.O.C.          | - Prima strofa: The Lady of Rage - Seconda strofa: Kurupt - Terza strofa: RBX                                                                               | - Damn - The Nite-Liters - When the Levee Breaks - Led Zeppelin | 4:04      |
| 12 | High Powered                                   | Dr. Dre, RBX, Colin Wolfe                                           | - Intro: Dr. Dre - Cori di sottofondo: Lady of Rage - Strofe: RBX - Coda: Dat Nigga Daz                                                                     | - Buffalo Gals - Malcolm McLaren | 2:44      |
| 13 | The Doctor's Office (Skit)                     | Dr. Dre, Kevin Lewis, Jewell, The Lady of Rage                      | - Jewell, The Lady of Rage, Dr. Dre | | 1:04      |
| 14 | Stranded on Death Row                          | Kurupt, RBX, The Lady of Rage, Snoop Dogg                           | - Intro: Bushwick Bill - Prima strofa: Kurupt - Seconda strofa: RBX - Terza strofa: The Lady of Rage - Quarta strofa: Snoop Dogg - Coda: Bushwick Bill      | - Do Your Thing (Live) - Isaac Hayes - If it Don't Turn You on (You Outta Leave it Alone) - B.T. Express - The Jam - Graham Central Station                                                                   | 4:47      |
| 15 | The Roach (The Chronic Outro)                  | RBX, The Lady of Rage, Dat Nigga Daz                                | - Strofe: RBX - Ritornello: Emmage, Ruben - Cori di sottofondo: Dat Nigga Daz, The Lady of Rage, Jewell                                                     | - P-Funk (Wants to Get Funked Up), Colour Me Funky - Parliament - Impeach the President (batteria) - The Honeydrippers                                                                                        | 4:36      |
| 16 | Bitches Ain't Shit                             | Dr. Dre, Colin Wolfe, Snoop Dogg, The D.O.C., Kurupt, Dat Nigga Daz | - Ritornello: Snoop Dogg - Prima strofa: Dr. Dre - Seconda strofa: Dat Nigga Daz - Terza strofa: Kurupt - Quarta strofa: Snoop Dogg - Coda: Jewell          | - Adolescent Funk - Funkadelic - Let's Get Small - Trouble Funk | 4:48      |

## Formazione
- Dr. Dre – voce, sintetizzatori, produzione, drum programming, missaggio
- Snoop Doggy Dogg – voce, coautore
- Lady of Rage – voce
- Warren G – voce, co-produzione drum programing, composizione
- The D.O.C. – autore,  voce
- RBX – voce, composizione
- Nate Dogg – voce, composizione
- Dat Nigga Daz – voce, drum programming, composizione
- Kurupt – voce, composizione
- Jewell - voce
- Colin Wolfe – basso, tastiere
- Justin Reinhardt – tastiere
- Katisse Buckingham – flauto, sassofono
- Eric "The Drunk" Borders – chitarra
- Chris Clairmont – chitarra
- Bernie Grundman - mastering
- Greg "Gregski" Royal – missaggio
- Chris "The Glove" Taylor – missaggio
- Willie Will – mixing
- Ben Butler – produzione
- Suge Knight – produttore esecutivo

## Accoglienza
| Recensione                    | Giudizio |
| ----------------------------- | -------- |
| AllMusic                      | [ 9 ]    |
| Blender                       | [ 34 ]   |
| Encyclopedia of Popular Music | [ 35 ]   |
| Entertainment Weekly          | A+       |
| Los Angeles Times             | [ 37 ]   |
| Pitchfork                     | 10/10    |
| Rolling Stone                 | [ 39 ]   |
| The Rolling Stone Album Guide | [ 40 ]   |
| Piero Scaruffi                | 7/10     |
| USA Today                     | [ 42 ]   |
| The Village Voice             | C+       |

Il sito web Hiphoprec assegnò a The Chronic un voto di 5 su 5, mentre Rolling Stone gli dà un voto di 4 su 5. Entertainment Weekly scrisse che l'album "infuria di rabbia, procede con sicurezza e riverbera con un realismo sociale che è spesso orrendo e terrificante". The Source affermò che lo stile alla "Slick Rick" di Snoop Dogg apre "nuovi orizzonti agli MC della West Coast" e che l'album è "un prodotto di hip-hop innovativo da non perdere". Edna Gundersen di USA Today notò "l'innegabile abilità di Dre come maestro del ritmo e predicatore di strada". Jonathan Gold del Los Angeles Times scrisse che, sebbene i rapper sul disco manchino di "arguzia" e "virtuosismo ritmico", l'arte di Dre come produttore è "alla pari di quella di Phil Spector o Brian Wilson". Gold ha sostenuto che, poiché Dre ricrea piuttosto che campionare ritmi e brani strumentali, la fedeltà dell'album non è influenzata da quella di "vinili R&B graffiati che sono stati suonati un milione di volte", a differenza delle produzioni hip hop della East Coast.
Greg Kot del Chicago Tribune fu meno entusiasta dell'album, descrivendo The Chronic un intrattenimento "superficiale e volgare", mentre scriveva che "Dre combina la potenza della strada con la stupidità delinquenziale in egual misura". Il critico del Village Voice Robert Christgau liquidò l'album come "easy listening da sociopatici" e "cattiva musica pop" la cui unica innovazione - l'allontanamento di Dre dal campionamento - non è ispirata dalle colonne sonore P-Funk contemporanee, ma piuttosto dalla blaxploitation, che lo ha portato a combinare linee di basso banali con imitazioni dello stile di Bernie Worrell, creando un suono fondamentalmente irritante". Inoltre, egli criticò aspramente le brutali minacce presenti nei testi perché "vaghe e prive di dettagli", anche se ebbe parole di elogio per le rime di Snoop Dogg. Adam Higginbotham di Select opinò che The Chronic "non era così forte come le uscite di altri artisti gangsta rap come Ice Cube o Da Lench Mob, e non lo trovava né musicalmente acuto, né liricamente intelligente come questi ultimi". Concluse la sua recensione scrivendo che l'album assomigliava a  "tutte le parti peggiori di The Predator di Ice Cube, ma era comunque meglio di qualsiasi cosa Eazy-E avesse mai pubblicato".

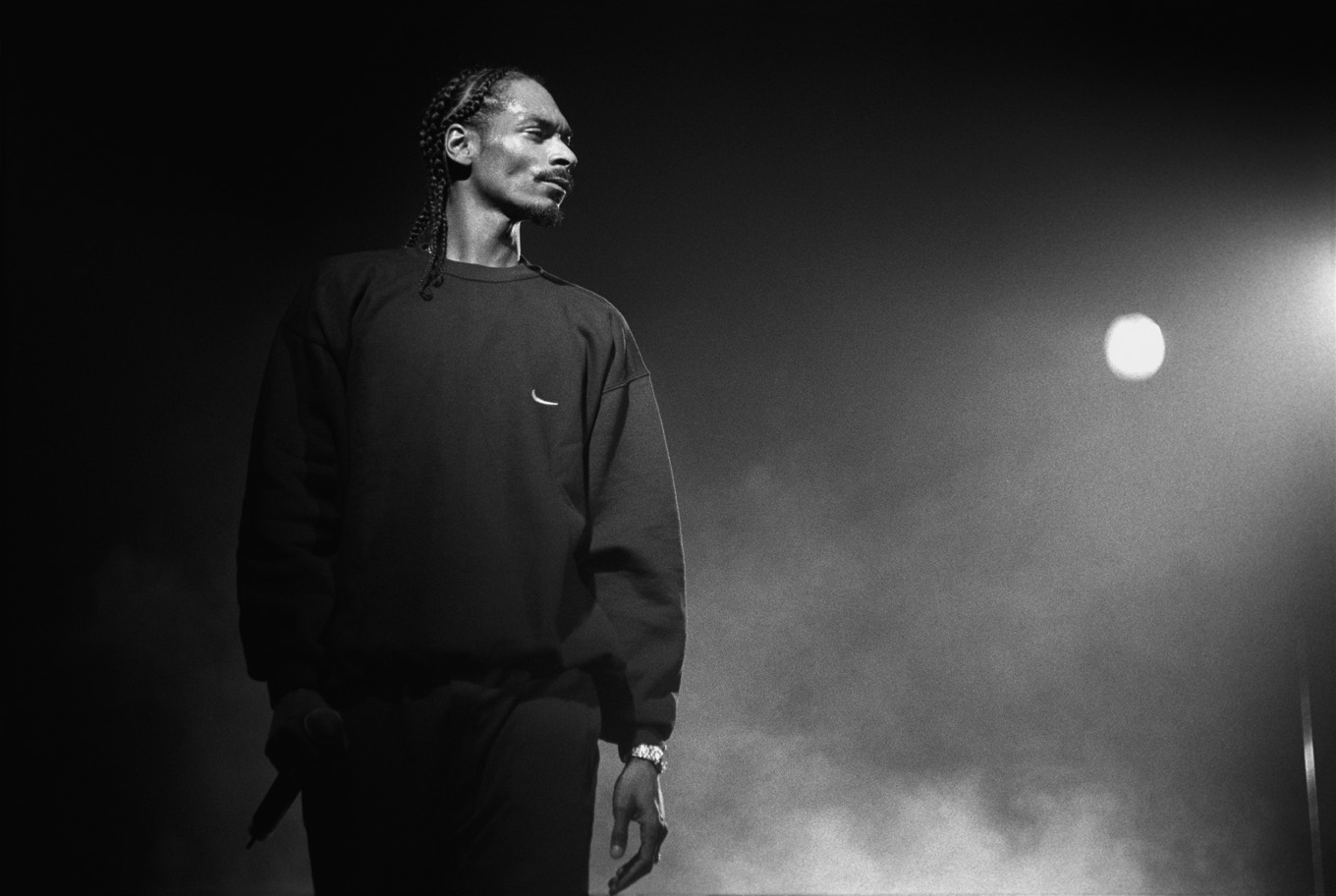
L'apporto di Snoop Dogg fu ritenuto fondamentale nel successo di The Chronic

A posteriori, Jon Pareles del The New York Times scrisse che The Chronic e Doggystyle di Snoop Dogg "resero la vita da gangster una festa occasionalmente interrotta da una sparatoria". Steve Huey di AllMusic paragonò Dr. Dre a George Clinton, affermando che "Dre è altrettanto funky senza sforzo, e ha un fiuto migliore per i ritornelli, un talento che ha improbabilmente fatto atterrare il gangsta rap nelle classifiche pop". Brolin Winning del sito web Rhapsody nominò l'album "un capolavoro intoccabile del Gangsta Rap californiano" e  "una gemma G-Funk". Josh Tyrangiel della rivista Time scrisse che Dr. Dre aveva creato "un sound che definiva la Los Angeles degli anni novanta come quello della Motown aveva definito la Detroit degli anni sessanta". Laura Sinagra, scrivendo su The Rolling Stone Album Guide (2004), dichiarò che The Chronic "presenta ritmi Funkadelici che rompono il tuo stereo, progettati per far vibrare il tuo woofer mentre la violenza dei testi fa esplodere la tua mente piena di fumo".

## Influenza e lascito
Nel 1994 Nuthin' But a "G" Thang e Let Me Ride furono nominate ai Grammy Awards, e la seconda vinse nella categoria Best Rap Solo Performance. Lo stesso anno, i lettori di Hip Hop Connection votarono The Chronic "quarto miglior album di sempre", portando la rivista a ipotizzare: "Tra pochi anni, il disco potrebbe essere persino ricordato come il miglior album rap della storia".
Nel 2003 The Chronic è stato inserito alla posizione 137 della Lista dei 500 migliori album, redatta dalla rivista Rolling Stone, ed è salito fino alla 37ª nell'aggiornamento del 2020 della stessa classifica. Oggi è riconosciuto come uno dei migliori album della storia Hip hop e uno dei più rappresentativi della scena West Coast. Secondo molti critici è, infine, uno dei migliori in assoluto, se non effettivamente il migliore perlomeno della scena Occidentale, come musicalità delle strumentali, che hanno consacrato definitivamente l'importanza di Dr Dre come beatmaker. Inoltre, può essere considerato il primo album interamente composto da brani dalle sonorità G-funk, genere che sposa il suono elettronico del funk con liriche peculiari del Gangsta rap, divenuto effettivamente nella prima metà degli anni 90 e non solo una vera e propria tendenza musicale di molti artisti Hip hop della West Coast.
The Chronic è stato incluso nella lista "100 Essential Albums of the 20th Century" della rivista Vibe, e la stessa pubblicazione inserì l'album anche nella lista "Top 10 Rap Albums of All Time", definendolo "un'opera che definisce un decennio". Il disco si classificò in ottava posizione nella lista "90 Greatest Albums of the '90s" della rivista Spin, e nel 2005, si piazzò 35º nella lista "100 Greatest Albums, 1985–2005". Nel 2005 MTV indicò The Chronic come terzo miglior album hip hop di sempre. L'anno successivo, la rivista Time lo incluse nella lista "The All-Time 100 Albums". The Source, che originariamente aveva assegnato all'album un voto di 4.5 su 5 nel 1993, successivamente lo incluse nella sua lista "100 Best Rap Albums"; nel 2008, l'ex caporedattore Reginald Dennis disse che l'album avrebbe meritato il massimo dei voti, ma che non era stato fatto in base alla regola ferrea dell'epoca di non assegnare mai voti 5 su 5, e che "nessuno si sarebbe mai aspettato l'effetto sismico che il disco avrebbe provocato negli anni". The Chronic è stato inserito anche nel libro 1001 Albums You Must Hear Before You Die.
Infine, l'album contribuì a lanciare le carriere di molti rapper della West Coast, inclusi Snoop Doggy Dogg, Daz Dillinger, Kurupt, Nate Dogg e Warren G (fratellastro di Dr. Dre).

## Outtakes
Sebbene registrate durante le sessioni per l'album, dal disco furono lasciate fuori alcune canzoni:
- Deep Cover (feat. Snoop Dogg)
- The Hoe Hopper (feat. Snoop Dogg)
- Rat-Tat-Tat-Tat (Original Version), una versione alternativa rispetto a quella pubblicata nell'album. Lo strumentale originale fu poi utilizzato per la traccia And Ya Don't Stop di Warren G nel suo album Regulate...G Funk Era.
- Mr.Officer (feat. RBX e Prince Ital Joe), la versione originale di The Day the Niggaz Took Over. Una canzone intitolata Mr. Officer di Michel'le fu inclusa in Suge Knight Represents: Chronic 2000.
- One Eight Seven (feat. Snoop Doggy Dogg), un remix di Deep Cover con un testo differente e un ritmo lievemente modificato, originariamente previsto per The Chronic ma lasciato fuori in seguito alle polemiche sulla canzone Cop Killer, e recuperato come B-side del singolo Dre Day.
- Poor Young Dave (feat. Snoop Doggy Dogg), pubblicata nel 2009 in Chronic Re-Lit e From the Vault.
- Die Muthafucka Die, una traccia del solo Dr. Dre, in seguito remixata per Suge Knight Represents: Chronic 2000, featuring Top Dogg.
- Smoke On, una traccia del solo Snoop Doggy Dogg, in seguito inclusa in The Chronic Re-Lit e From the Vault.
- OG to BG (feat. Snoop Doggy Dogg), una versione remixata con Soopafly apparsa in Suge Knight Represents: Chronic 2000.